# Give Me Ed... 'til I'm Dead Tour & Dance of Death World Tour
Il Give Me Ed... 'til I'm Dead Tour e il Dance Of Death World Tour sono stati due tour della band heavy metal Iron Maiden.

## Tour
Tenutisi tra il 23 maggio e il 30 agosto 2003 (Give Me Ed... 'til I'm Dead Tour) e poi tra il 19 ottobre 2003 e l'8 febbraio 2004 (Dance of Death World Tour), avevano lo scopo di promuovere il tredicesimo album in studio della band, Dance of Death. Il singolo Wildest Dreams fu perciò presentato in anteprima durante gli show del Give Me Ed... 'Til I'm Dead Tour.
Gli Iron Maiden furono headliner della prima edizione del Download Festival al Donington Park.

### Date cancellate e avvenimenti
Il Dance of Death World Tour fu soggetto alla cancellazione e riprogrammazione di tre date a causa di un'influenza e laringite che colpì il cantante Bruce Dickinson. Inoltre, uno spettatore versò un bicchiere di birra sul mixer durante il secondo show a New York, causandone la conclusione anticipata. L'ultimo show del tour fu inoltre cancellato a causa di alcuni problemi con la programmazione.
La data di Dortmund del 24 novembre fu filmata e registrata per la produzione dell'ottavo album dal vivo della band, Death on the Road.

## Gruppi di supporto
I gruppi di supporto del tour furono Stray, Murderdolls, Arch Enemy, Funeral for a Friend, Dio e Motörhead.

## Give Me Ed... 'til I'm Dead Tour

### Date in Europa (maggio/luglio 2003)
| Data           | Città                | Paese           | Luogo                            |
| -------------- | -------------------- | --------------- | -------------------------------- |
| Europa         |                      |                 |                                  |
| 23 maggio 2003 | La Coruña            | Spagna          | Sports Palace                    |
| 24 maggio 2003 | Gijón                | Spagna          | Sports Palace                    |
| 26 maggio 2003 | Tolone               | Francia         | Le Zénith                        |
| 27 maggio 2003 | Tolosa               | Francia         | Le Zénith                        |
| 31 maggio 2003 | Castle Donington     | Inghilterra     | Download Festival                |
| 2 giugno 2003  | Gorzów Wielkopolski  | Polonia         | Stadion im. Edwarda Jancarza     |
| 3 giugno 2003  | Katowice             | Polonia         | Spodek                           |
| 4 giugno 2003  | Budapest             | Ungheria        | Kisstadion                       |
| 6 giugno 2003  | Nürburgring          | Germania        | Rock am Ring                     |
| 7 giugno 2003  | Norimberga           | Germania        | Rock Im Park                     |
| 8 giugno 2003  | Vienna               | Austria         | Stadthalle                       |
| 11 giugno 2003 | Barcellona           | Spagna          | Palau Sant Jordi                 |
| 12 giugno 2003 | Madrid               | Spagna          | Las Ventas                       |
| 13 giugno 2003 | San Sebastián        | Spagna          | Plaza de toros                   |
| 15 giugno 2003 | Imola                | Italia          | Imola Autodromo                  |
| 17 giugno 2003 | Zagabria             | Croazia         | Gradski Stadium                  |
| 19 giugno 2003 | Zlín                 | Repubblica Ceca | Sportshall                       |
| 21 giugno 2003 | Bergum               | Paesi Bassi     | Waldrock Festival                |
| 23 giugno 2003 | Friburgo             | Svizzera        | Forum                            |
| 25 giugno 2003 | Parigi               | Francia         | Palais Omnisports de Paris-Bercy |
| 27 giugno 2003 | Roskilde             | Danimarca       | Roskilde Festival                |
| 28 giugno 2003 | Stoccolma            | Svezia          | Stockholm Stadium                |
| 30 giugno 2003 | Helsinki             | Finlandia       | Hartwall Areena                  |
| 2 luglio 2003  | Oslo                 | Norvegia        | Oslo Spektrum                    |
| 3 luglio 2003  | Oslo                 | Norvegia        | Oslo Spektrum                    |
| 5 luglio 2003  | Dessel               | Belgio          | Graspop Metal Meeting            |
| 9 luglio 2003  | Lisbona              | Portogallo      | Pavilhão Atlântico               |
| 11 luglio 2003 | Jerez de la Frontera | Spagna          | Festival Espárrago Rock          |
| 12 luglio 2003 | Albacete             | Spagna          | Metalmania                       |

### Date in Nord America (luglio/agosto 2003)
| Data           | Città          | Paese                 | Luogo                         |
| -------------- | -------------- | --------------------- | ----------------------------- |
| Nord America   |                |                       |                               |
| 21 luglio 2003 | Worcester      | Stati Uniti d'America | DCU Center                    |
| 22 luglio 2003 | Hartford       | Stati Uniti d'America | Meadows Music Theatre         |
| 23 luglio 2003 | Camden         | Stati Uniti d'America | Tweeter Center                |
| 25 luglio 2003 | Holmdel        | Stati Uniti d'America | PNC Bank Arts Center          |
| 26 luglio 2003 | Wantagh        | Stati Uniti d'America | Nikon at Jones Beach Theater  |
| 29 luglio 2003 | Columbia       | Stati Uniti d'America | Merriweather Post Pavilion    |
| 30 luglio 2003 | New York       | Stati Uniti d'America | Madison Square Garden         |
| 1º agosto 2003 | Québec         | Canada                | Colisée Pepsi                 |
| 2 agosto 2003  | Montréal       | Canada                | Bell Centre                   |
| 3 agosto 2003  | Toronto        | Canada                | Molson Amphitheatre           |
| 5 agosto 2003  | Cuyahoga Falls | Stati Uniti d'America | Blossom Music Center          |
| 6 agosto 2003  | Clarkston      | Stati Uniti d'America | DTE Energy Headquarters       |
| 8 agosto 2003  | Burgettstown   | Stati Uniti d'America | Post Gazette Pavilion         |
| 9 agosto 2003  | Columbus       | Stati Uniti d'America | Germain Amphitheater          |
| 10 agosto 2003 | Tinley Park    | Stati Uniti d'America | Tweeter Center                |
| 13 agosto 2003 | Dallas         | Stati Uniti d'America | Smirnoff Music Centre         |
| 15 agosto 2003 | San Antonio    | Stati Uniti d'America | Verizon Wireless Amphitheater |
| 16 agosto 2003 | Spring         | Stati Uniti d'America | Woodlands Pavilion            |
| 18 agosto 2003 | El Paso        | Stati Uniti d'America | U.T.E.P.                      |
| 20 agosto 2003 | Englewood      | Stati Uniti d'America | Fiddler's Green               |
| 21 agosto 2003 | Albuquerque    | Stati Uniti d'America | Journal Pavilion (Cancellata) |
| 22 agosto 2003 | Phoenix        | Stati Uniti d'America | Cricket Pavilion              |
| 24 agosto 2003 | Irvine         | Stati Uniti d'America | Verizon Wireless Amphitheatre |
| 25 agosto 2003 | Long Beach     | Stati Uniti d'America | Long Beach Arena              |
| 26 agosto 2003 | San Diego      | Stati Uniti d'America | San Diego Sports Arena        |
| 28 agosto 2003 | Mountain View  | Stati Uniti d'America | Shoreline Amphitheatre        |
| 29 agosto 2003 | Concord        | Stati Uniti d'America | Sleep Train Pavilion          |
| 30 agosto 2003 | Sacramento     | Stati Uniti d'America | Sleep Train Pavilion          |

## Dance of Death World Tour

### Date Europa/America/Asia (ottobre 2003/febbraio 2004)
| Data             | Città                | Paese                 | Luogo                            |
| ---------------- | -------------------- | --------------------- | -------------------------------- |
| Europa           |                      |                       |                                  |
| 19 ottobre 2003  | Debrecen             | Ungheria              | Phoenix Hall                     |
| 21 ottobre 2003  | Banská Bystrica      | Slovacchia            | Bystrica Sports Hall             |
| 22 ottobre 2003  | Praga                | Repubblica Ceca       | T-Mobile Arena                   |
| 24 ottobre 2003  | Monaco di Baviera    | Germania              | Olympiahalle                     |
| 25 ottobre 2003  | Stoccarda            | Germania              | Schleyer-Halle                   |
| 27 ottobre 2003  | Milano               | Italia                | Filaforum                        |
| 28 ottobre 2003  | Firenze              | Italia                | Palasport                        |
| 30 ottobre 2003  | Zurigo               | Svizzera              | Hallenstadion                    |
| 1º novembre 2003 | Barcellona           | Spagna                | Palau Olympic Badolona           |
| 2 novembre 2003  | Madrid               | Spagna                | Vistalegre                       |
| 4 novembre 2003  | Francoforte sul Meno | Germania              | Jahrhunderthalle                 |
| 5 novembre 2003  | Rotterdam            | Paesi Bassi           | Ahoy Hall (Cancellata)           |
| 7 novembre 2003  | Breslavia            | Polonia               | Hala Ludowa (Cancellata)         |
| 10 novembre 2003 | Helsinki             | Finlandia             | Hartwall Areena (Cancellata)     |
| 12 novembre 2003 | Copenaghen           | Danimarca             | Valby Hallen                     |
| 14 novembre 2003 | Stoccolma            | Svezia                | The Globe                        |
| 15 novembre 2003 | Göteborg             | Svezia                | Scandinavium                     |
| 17 novembre 2003 | Hannover             | Germania              | Eilenriedehalle                  |
| 18 novembre 2003 | Berlino              | Germania              | Arena Treptow                    |
| 20 novembre 2003 | Lovanio              | Belgio                | Brabenthal                       |
| 22 novembre 2003 | Parigi               | Francia               | Palais Omnisports de Paris-Bercy |
| 24 novembre 2003 | Dortmund             | Germania              | Westfalenhalle                   |
| 26 novembre 2003 | Amburgo              | Germania              | Sporthalle                       |
| 27 novembre 2003 | Lipsia               | Germania              | Leipzig Arena                    |
| 28 novembre 2003 | Breslavia            | Polonia               | Hala Ludowa                      |
| 29 novembre 2003 | Nancy                | Francia               | Le Zénith (Cancellata)           |
| 1º dicembre 2003 | Dublino              | Irlanda               | The Point                        |
| 3 dicembre 2003  | Newcastle upon Tyne  | Inghilterra           | Metro Radio Arena                |
| 4 dicembre 2003  | Nottingham           | Inghilterra           | Nottingham Arena                 |
| 6 dicembre 2003  | Sheffield            | Inghilterra           | Sheffield Arena                  |
| 8 dicembre 2003  | Glasgow              | Scozia                | S.E.C.C.                         |
| 9 dicembre 2003  | Manchester           | Inghilterra           | MEN Arena                        |
| 12 dicembre 2003 | Londra               | Inghilterra           | Earls Court                      |
| 13 dicembre 2003 | Rotterdam            | Paesi Bassi           | Ahoy Hall                        |
| 15 dicembre 2003 | Cardiff              | Galles                | C.I.A.                           |
| 16 dicembre 2003 | Birmingham           | Inghilterra           | N.E.C.                           |
| 18 dicembre 2003 | Amnéville            | Francia               | Galaxie                          |
| 21 dicembre 2003 | Helsinki             | Finlandia             | Hartwall Areena                  |
| Sud America      |                      |                       |                                  |
| 11 gennaio 2004  | Buenos Aires         | Argentina             | Estadio Vélez Sarsfield          |
| 13 gennaio 2004  | Santiago del Cile    | Cile                  | Pista Atlética                   |
| 16 gennaio 2004  | Rio de Janeiro       | Brasile               | Claro Hall                       |
| 17 gennaio 2004  | San Paolo            | Brasile               | Pacaembu Stadium                 |
| Nord America     |                      |                       |                                  |
| 20 gennaio 2004  | Montréal             | Canada                | Bell Centre                      |
| 21 gennaio 2004  | Québec               | Canada                | Colisée Pepsi                    |
| 23 gennaio 2004  | New York             | Stati Uniti d'America | Hammerstein Ballroom             |
| 24 gennaio 2004  | New York             | Stati Uniti d'America | Hammerstein Ballroom             |
| 26 gennaio 2004  | New York             | Stati Uniti d'America | Hammerstein Ballroom             |
| 27 gennaio 2004  | New York             | Stati Uniti d'America | Hammerstein Ballroom             |
| 30 gennaio 2004  | Los Angeles          | Stati Uniti d'America | Universal Amphitheatre           |
| 31 gennaio 2004  | Los Angeles          | Stati Uniti d'America | Universal Amphitheatre           |
| Giappone         |                      |                       |                                  |
| 5 febbraio 2004  | Sapporo              | Giappone              | Kosei Nenkin Hall                |
| 7 febbraio 2004  | Osaka                | Giappone              | Osaka-jo Hall                    |
| 8 febbraio 2004  | Tokyo                | Giappone              | Saitama Super Arena              |

## Tracce

### Give Me Ed... 'til I'm Dead Tour
- Intro
- The Number Of The Beast
- The Trooper
- Die With Your Boots On
- Revelations
- Hallowed Be Thy Name
- 22, Acacia Avenue
- Wildest Dreams
- The Wicker Man
- Brave New World
- The Clansman
- The Clairvoyant
- Heaven Can Wait
- Fear Of The Dark
- Iron Maiden
- Bring Your Daughter... To The Slaughter
- Two Minutes To Midnight
- Run To The Hills

### Dance of Death Tour
- Intro
- Wildest Dreams
- Wrathchild
- Can I Play With Madness
- The Trooper
- Dance Of Death
- Rainmaker
- Brave New World
- Paschendale
- Lord Of The Flies
- No More Lies
- Hallowed Be Thy Name
- Fear Of The Dark
- Iron Maiden
- Journeyman
- The Number Of The Beast
- Run To The Hills